# Аман (світ у книгах Толкіна)
Аман (англ. Aman) — місцевість у леґендаріумі Дж. Р. Р. Толкіна «Сильмариліон». Назва означає «Благословенний, вільний від зла» край на Заході по той бік Великого Моря, де, покинувши острів Алмарен, замешкали Валари.

## Географія

### Опис

Аман і Валінор

Аман був створений після Першої Війни світлих сил з Мелкором, після того як завершилася Весна Арди. Помешкання валарів на Альмарені Мелкор знищив і стер з лиця Землі. Тоді валари покинули Середзем'я і подались до землі Аман — найзахіднішої землі на кордонах світу; бо західні береги Аману виходили до Зовнішнього Моря, що його ельфи звали Еккая і яке обступало Королівство Арди. Як далеко простягається те море не знає ніхто, крім валарів; за ним стоять Стіни Ночі. У Зовнішньому Морі розташована домівка Улмо — Володаря Морів. А от східні береги Аману омивав Белеґаер — Велике Море Заходу; і позаяк Мелкор повернувся в Середзем'я, а валари наразі не змогли його перемогти, то вони укріпили своє житло, звівши на берегах обох морів Пелори — Гори Аману, найвищі на Землі. Понад усіма Пелорами здіймалася та вершина, на якій Манве поставив свій престол. Ельфи називають ту священну гору Танікветіл, а ще — Ойолоссе — Вічна Білість, а ще — Елерріна — Увінчана Зорями, і ще багатьма найменнями; синдари ж своєю пізнішою мовою нарекли її Амон-Уілос.

### Ільмарин
На її вершині стоїть Ільмарин — Чертоги Манве і Варди, з їх вікон вони можуть озирати всю Землю, навіть найдальший Схід.
По той бік Пелорів, в центрі Аману, розташована країна Валінор, що є домом валарів. Валари дуже рідко покидають свій Благословенний Край, але завжди дарують землям по той бік Пелорів свою турботу і любов. В середині Валінора розташовані Палаци Ауле, де він тривалий час працював, створивши чимало прекрасних і витончених речей. У Валінорі ніколи не в'яне і не марніє жодна квітка і жоден листочок, бо посеред нього живуть валар.

### Валімар
У центрі Валінора стоїть Валімар — місто багатьох дзвонів. Перед його західною брамою на зеленому кургані Езеллогар або Короллайре Яванна виростила Два Дерева — Телперіон та Лауреліна, з яких лилося лагідне світло, що осяювало Валінор, до тих часів коли Мелькор та Унголіант вбили дерева.

### Чертоги Мандоса
На заході Валінору знаходяться Чертоги Мандоса, місце яким володіє вала Намо, що є Суддею Валар і з волі Манве виголошує вироки та пророцтва. У його Чертогах збираються душі ельфів, що загинули в бою або добровільно пішли з життя. Люди ж після смерті покидають світ і куди вони потрапляють не відає ніхто, крім Еру Ілуватара. Дружина Намо Вайре Ткаля — вплітає у свою легендарну павутину все, що коли — небудь існувало в Часі, й павутиною тією вкриті чертоги Мандоса, що з плином епох стають дедалі просторішими.

### Сади Ірмо Лоріен
Докладніше див. Лоріен#Лоріен в Амані.
На півдні Валінору розташований сад Лоріен, володіння Ірмо. В пам 'ять про ці сади Ґаладріель назвала своє королівство в Середзем'ї. В середині Лоріену знаходиться озеро Лоррелін, де на острові живе дружина Ірмо Есте Ніжна.

### Інші володіння Валар
На крайньому півдні Валінору знаходяться Сади Яванни, а на південному сході — угіддя Ороме Мисливця.
Самотньо мешкає сестра Намо Мандоса та Ірмо Лоріена Ніенна, що оплакує всі рани завдані Мелькором Арді. Найчастіше приходить вона до Чертогів Мандоса, примножуючи духовну силу та мудрість тих хто помер. З вікон дому Ніенни видно позасвіття.

### Тол-Ересеа
На східному березі Аману розташувалась Елдамарська затока, куди прибув і залишився назавжди острів Тол-Ересеа, «Самотній Острів». На ньому залишились жити ельфи-телери, збудувавши на східному березі місто Авалонне (Avallónë, букв. — «Зовнішній Острів»; можливе відсилання до міфічного Авалону), гавані якого були видні з Нуменору до приходу тіні. Також з Тол-Ересеа кораблі елдарів припливали в західні порти Еленни до часів падіння нуменорців. Після Виходу Нолдор Валінор відділили Зачаровані Острови та Розділяючі Моря що розташовувались на схід від Тол-Ересеа і закривали Безсмертний Захід від Повстанців.
Після Війни Гніву нолдори, що повернулись на Захід, оселились на Тол-Ересеа, оскільки повертатись у Валінор їм було заборонено.
У ранніх оповідях ("Книга втрачених сказань" — розділ "Дім програної гри") Толкін створив Тол-Ересеа як прообраз Британії до приходу англосаксів, який відвідав англосаксонський мандрівник Еріол (Еленве). В центрі Тол-Ересеа стоїть столиця Кортіріон (Коромас), прототипом якого було місто Ворик в центральній Англії, але надалі автор відмовився від цієї концепції, розмістивши острів поблизу Валінора.
Коли ельдар прибули на берег Аману, в стіні Пелорів було створено прохід — Калакір'ю, крізь який Світло Дерев проникало на Тол-Ересеа, і його західний берег вкрився травою та квітами.

#### Тіріон
У видолинку Пелорів куди вів Світловий Прохід або Калакір'я розташувався зелений пагорб Туна. На ньому нолдори та ваньяри збудували Тіріон — найпрекрасніше з ельфійських міст з білими мурами і терасами; найвищою вежею його був Міндон-Елдаліева, срібне свічадо якої осявало імлу далеких морів. Тільки лічені кораблі смертних людей запливали надто далеко, що з них можна було побачити слабкий промінь свічада. У цій вежі жив король ваньярів Інгве, що згодом оселився у Чертогах Манве на Таніквентілі. Землі довкола Тіріона отримали назву Елдамар — Ельфійський Дім. У 1165 році Епохи Дерев покинули ваньяри переселились до Валінора, а в Тіріоні залишились нолдори на чолі з королем Фінве. Яванна створила для мешканців Тіріона Біле Дерево Ґалатіліон, один з пагонів якого Келеборн був висаджений на Тол-Ересеа, і від нього походило дерево Німлот, що стало предком Білих Дерев Ґондору. У 1490 р. Е. Д. через суперечку з Фінґолфіном Феанор був вигнаний з міста і Фінве пішов разом з ним. Правити Тіріоном Манве доручив Фінґолфіну, який правив 5 років Епохи Дерев, що відповідає 48 рокам Сонця. У 1495 р. Е. Д. стався Вихід Нолдор і в Тіріоні лишилась десята частина населення, котрою став правити Фінарфін. У 542 р. Першої Епохи по вулицям Тіріона пройшов Еаренділ, що йшов у Валімар.

#### Альквалонде
Згодом частина телерів переселилась на берег Аману, північніше Калакір 'ї, де заснувала місто Альквалонде — Лебедина Гавань, там стояли їхні кораблі схожі на білих лебедів. У цьому місті править король телерів Олве, брат Ельве Тінґола. Стіни чертогів цього міста вкриті морськими перлами, а береги і дно ставків там встелені коштовним камінням подарованим нолдорами. У 1495 р. Е. Д. в Альквалонде сталось братовбивство або перша різанина, спричинена відмовою телерів надати нолдорам кораблі для відплиття їх у Середзем'я.

#### Форменос
На півночі Елдамара розташовувалось місто-фортеця Форменос, де після вигнання з Тіріона оселились Феанор та його сини і разом з ними верховний король нолдорів Фінве. Там вони зберігали Сильмарили. В час своєї втечі Мелькор убив короля нолдорів Фінве, і викрав Сильмарили. Після виходу нолдорів Форменос спорожнів.

### Аватар
На півдні Аману за Пелорами розташувався темний і забутий валарами край Аватар-Сутінки, в якому оселилось породження Темряви гігантська павучиха Унголіант, котру Мелькор взяв у свої спільники при втечі і викраденні Сильмарилів. Згодом під час змін викликаних походом короля Ар-Фаразона, Аватар затонув.
Найвищою точкою Пелорів у цій частині Аману була гора Г'ярментір.

### Араман
На півночі береги Аману названі Араман (За Аманом) та Белеріанду (Середзем'я) наближались одне до одного, утворюючи вузьку вкриту вічною кригою протоку Гелкараксе — Здиблена Крига, по якій у Середзем'я втекли Морґот і Унґоліанта, а згодом у погоню за ними перейшли нолдори Фінголфіна та сини Фінарфіна.

## Вихід Аману за кола Арди
У 3319 р. Другої Епохи підбурений Сауроном нуменорський король Ар-Фаразон на чолі великого флоту висадився на березі Аману і обложив Тіріон. Тоді валар звернулися до Еру Ілуватара і Манве склав повноваження короля Арди. Нуменорських загарбників разом з їхнім королем накрили гори Пелори і там у Печерах Забуття вони перебуватимуть до Останньої Битви в Кінці Світу, в якій братимуть участь. Землі Аману перейшли в інший вимір і відтоді лише ельфи Прямим Шляхом, минаючи розділені моря, можуть дістатись Безсмертних Земель. Іноді трапляється так, що й людські кораблі, підхоплені бурею, дістаються берегів Аману і люди, побачивши вкриту вічними снігами вершину гори Танікветіл, помирають.